# Санта-Каталина (остров, Мексика)
Санта-Каталина (исп. Isla Santa Catalina) — небольшой остров в Мексике, находящийся в Калифорнийском заливе у побережья штата Южная Нижняя Калифорния.

## География
Остров лежит в южной части Калифорнийского залива и расположен в 25 км от полуострова Нижняя Калифорния. Имеет 13 км в длину и 4 км в ширину в максимальном поперечнике. Площадь поверхности составляет 39,273 км². Санта-Каталина относительно изолирован и находится в 60 км от ближайшего города Лорето.